# Bleach (US-amerikanische Band)
Bleach war eine  US-amerikanische Rockband aus Kentucky, die Christliche Rockmusik spielte.

## Geschichte
Die Band wurde 1995 am Kentucky Christian College in Grayson gegründet. Die Veröffentlichung ihres Debütalbums Space im Jahr 1996 sowie die der Folgewerke Static (1998) und Bleach (1999) erfolgte unter dem Label ForeFront Records und brachte ihnen 150.000 verkaufte Alben ein.
Im Jahr 2002 wechselte die Band zu BEC Records einem Sublabel von Tooth & Nail Records und tourte danach mit Relient K, bei denen früher Schlagzeuger Jared Byers gespielt hatte.
Die Band konnte einen Dove Award, der für zeitgenössische christliche Musik verliehen wird, erringen.
Im Jahr 2004 löste sich die Band auf, damit sich die Bandmitglieder auf ihr Privatleben konzentrieren konnten, spielten aber seither einzelne Reunion-Shows.
Dave Baysinger und Jared Byers spielen inzwischen bei Royal Empire Music.

## Diskografie
- 1996: Space
- 1998: Static
- 1999: Bleach
- 2002: Again, for the First Time
- 2003: Astronomy
- 2005: Farewell Old Friends
- 2005: Audio/Visual